# Thioterpineol
Das Monoterpen Thioterpineol (p-Menth-1-en-8-thiol) ist eine Aromakomponente des Grapefruitsaftes und der Stoff mit der niedrigsten bekannten Geruchsschwelle.

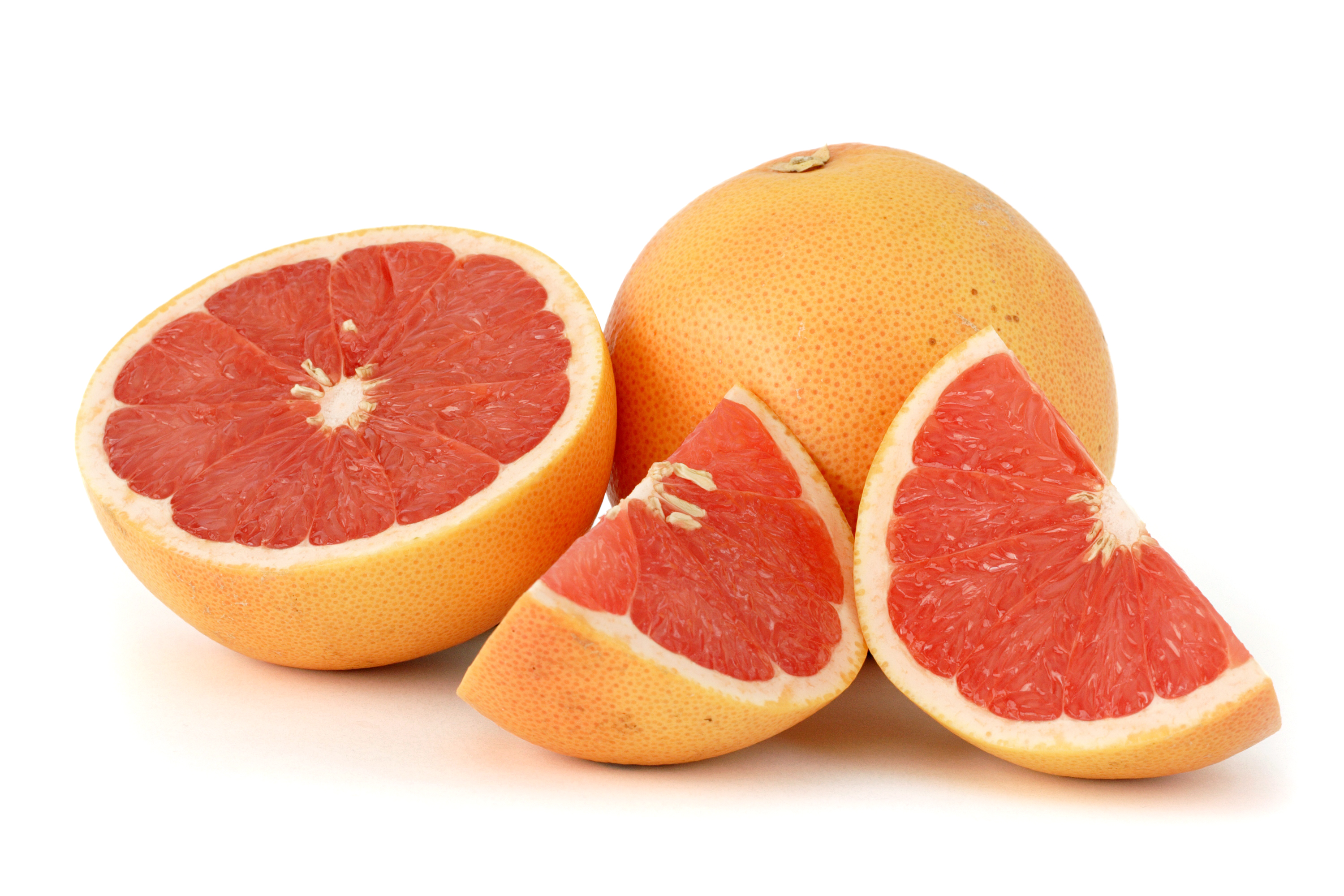
Grapefruit (pink)

Bereits etwa 10−4 μg·kg−1 des Racemats sind in wässriger Lösung wahrnehmbar (zu den Unterschieden in der Geruchsintensität siehe weiter unten). 

Thioterpineol zählt zu den Schwefel-Analoga der Alkohole, den Thiolen.

Thioterpineol enthält ein Stereozentrum, ist also chiral. Somit existieren zwei einander spiegelbildliche Stereoisomere des Thioterpineols: (R)-Thioterpineol und (S)-Thioterpineol. Das Racemat [1:1-Mischung aus (R)-Thioterpineol und (S)-Thioterpineol] bezeichnet man als (RS)-Thioterpineol.
(R)-Thioterpineol (links) und (S)-Thioterpineol (rechts)
Die Enantiomere unterscheiden sich bezüglich ihrer Geruchsschwelle. Für das (S)-Enantiomer beträgt sie 8 · 10−5 μg·kg−1, für die (R)-Form nur 2 · 10−5 μg·kg−1.
Auch die Geruchsqualitäten unterscheiden sich: das (S)-Enantiomer riecht fruchtiger und weniger schweflig als das (R)-Enantiomer.